# دریک بورت
دریک بورت (انگلیسی: Derrick Borte؛ زادهٔ ۷ دسامبر ۱۹۶۷) کارگردان فیلم اهل ایالات متحده آمریکا است.

## فیلم‌شناسی
| سال  | نام                   | کارگردان | نویسنده | تهیه‌کننده |
| ---- | --------------------- | -------- | ------- | --------- |
| ۲۰۰۹ | جونزها                | آری      | آری     | آری       |
| ۲۰۱۳ | Dark Around the Stars | آری      | نه      | Executive |
| ۲۰۱۵ | H8RZ                  | آری      | آری     | نه        |
| ۲۰۱۶ | London Town           | آری      | نه      | نه        |
| ۲۰۱۹ | رویاپرداز آمریکایی    | آری      | آری     | نه        |
| ۲۰۲۰ | نامتعادل              | آری      | نه      | نه        |